# Potvliet
De Potvliet, ook bekend als Vuilbeek, is een zijrivier van de Grote Schijn. De loop van de ondertussen overwelfde beek vormt nog steeds de grens tussen de districten Antwerpen en Borgerhout. Voor de fusie in 1983 waren dit gemeenten en tot 1836 maakte Borgerhout nog deel uit van Deurne. 
De vliet werd gevormd door een samenvloeiing ter hoogte van de Louisapoort van de Zurenborgsebeek (die samen met haar bovenloop de Pridebeek, later de Boomgaardbeek genoemd, de grens tussen Antwerpen en Berchem vormde) en de Zilverbeek (die de grens tussen Berchem en Borgerhout vormde). Ze liep met een duiker onder de Herentalsevaart door. De Zilverbeek vormde bij de Gevaertfabriek de grensscheidingsbeek tussen Berchem en Mortsel.